# Mesk Tower
Mesk Tower – wieżowiec w Dubaju, w Zjednoczonych Emiratach Arabskich, o wysokości 185 m. Budynek, znajdujący się w Dubai Marina, posiada 40 kondygnacji. Ukończenie budowy miało miejsce w 2003.